# Tyłminci
Tyłminci (maced. Т'лминци) – wieś w północno-wschodniej Macedonii Północnej, w gminie Kriwa Pałanka.